# センアーノ神戸
センアーノ神戸（センアーノこうべ）は兵庫県神戸市東灘区に事務所を置くNPO法人日本スポーツ夢クラブが運営するサッカースクール・サッカーチームである。

## 概要
2001年3月に設立され、現在はセンアーノ神戸 ジュニア（U-12）、ジュニアユース（U-15）、ユース（U-18）と各年代でチームを編成しており、チームとは別に神戸市・芦屋市・西宮市の各地域11か所でのスクール、 神戸NKスクールを展開している。
- クラブ理念

『健全な青少年の育成と明るく楽しい地域活動』 『夢・感動』 『故郷』 『安全』 を意識し、人と人の交流を通じたスポーツ活動をする。 また、 『かけがえない／もったいない／ありがたい／楽しい』 をキーワードとして、 心の豊かさを醸成し、豊かな心を持ち合わせる国際人の育成を、 地域・父母・スタッフ・選手が一体となって目指す。
- チーム活動理念

1. サッカー活動を通して監督・コーチ・選手各々が努力研鑽し、自らが誇れ、 満足する自分となることを目指す。
2. 努力する人は良い選手になれる。良い選手は良いチームを創れる。 良いチームは必ず強いチームになれる。
3. クラブ理念達成のためにサッカーを通じた活動・行動・成果を自らが残し、地域の活性化に貢献する。

- チーム指導指針の5つの柱

1. 選手がいつの日か、サッカーをやっていて良かったと思える指導をする。
2. 小学生・中学生年代に必要と思われる人間性の育成をする。 <文武両立>　<勇気ある向上心のある姿>　<自立した自発的行動>
3. 地域・関係者と連携して選手個々の可能性を信じて挑ませ、個人の能力を最大限に 伸ばす努力をする。
4. ユース年代のスタンダードとなる選手を育成する。
5. 日本一のチームを目指す。

## 沿革・主な戦績
- 2001年3月 ジュニアユース（U15）設立
- 2004年4月 ジュニア（U12）設立
- 2004年8月 ジュニア（U12）が第28回全日本少年サッカー大会に兵庫県代表で出場
- 2005年 運営団体「NPO法人兵庫少年サッカー夢クラブ（現在のNPO法人日本スポーツ夢クラブ）が設立
- 2007年4月 ユース（U18）が設立
- 2007年8月 ジュニアユース（U15）が第22回日本クラブユース選手権大会に出場
- 2008年8月 ジュニアユース（U15）が第23回日本クラブユース選手権大会に出場　全国ベスト8
- 2008年11月 ジュニアユース（U15）が高円宮杯 第20回全日本ユース(U-15)サッカー選手権大会　全国ベスト16
- 2008年12月 ユース（U18）が2008年Ｊユースカップ全国大会に出場
- 2010年12月 ユース（U18）が2010年Ｊユースカップ全国大会に出場 全国ベスト16
- 2014年8月 ユース（U18）が日本クラブユースサッカー選手権全国大会に出場
- 2014年12月 ユース（U18）が2014年Ｊユースカップ全国大会に出場
- 2015年8月 ユース（U18）が日本クラブユースサッカー選手権全国大会に出場
- 2015年12月 ユース（U18）が2015年Ｊユースカップ全国大会に出場
- 2016年8月 ユース（U18）が日本クラブユースサッカー選手権全国大会に出場
- 2016年8月 ジュニア（U12）がJFAバーモントカップ第26回全日本Ｕ１２フットサル選手権に出場　全国優勝
- 2016年12月 ユース（U18）が2016年Ｊユースカップ全国大会に出場
- 2016年12月 ジュニア（U12）がJFA第４０回全日本少年サッカー大会に出場　全国優勝[2]
- 2017年8月 ユース（U18）が日本クラブユースサッカー選手権全国大会に出場
- 2019年5月 ジュニア（U12）がＪＡ全農杯チビリンピックに出場　全国優勝
- 2019年12月 ジュニア（U12)が県大会決勝で､ヴィッセル神戸U-12に勝利し､JFA 第43回全日本U-12サッカー選手権大会に出場　第3位
- 2022年1月 ジュニア（U12）がU-12ジュニアサッカーワールドチャレンジ2021で優勝
- 2022年12月 YANMAR CUP U-12 #Football is Our Engine2022 優勝

## 出身者
- 香川真司
- 森島康仁
- 黒川圭介
- 吉井直人
- 安藤由翔
- 梶山知裕
- 川畑隼人
- 冨永虹七